# Prinz in Hölleland
Der Film Prinz in Hölleland entstand nach dem Fall der Mauer als alternatives Filmprojekt einiger Bewohner der Wagenburg Adalbertstraße im Berliner Stadtteil Kreuzberg, die auch als Darsteller fungierten. Der Film zeichnet sich aus durch geschickte Improvisation und die realistische Darstellung der alternativen Subkultur Kreuzbergs zu Anfang der 1990er Jahre, in die die Handlung eingebettet ist.
Laut Angaben des Regisseurs haben er und seine Mitbewohner ihr Leben mehr oder weniger einfach „abgefilmt“. Als Off-Mainstream-Film sei er bei seinem Erscheinen nur von einem kleinen Publikum gesehen worden, stoße aber mittlerweile als VHS und DVD auf stärkeres Interesse.
2023 wurde der Film digital restauriert wiederveröffentlicht.

## Handlung
Die Handlung des Films ist eine Verschränkung der Erzählung des Narren Firlefanz, der mit seinem Puppentheater am Kottbusser Tor das Märchen vom schönen Prinzen und dem tapferen Müllersburschen einem aufmerksamen Publikum darbietet, und der Erlebnisse, die drei Bewohner einer Kreuzberger Wagenburg im Spannungsfeld von Drogen, Sex, schwuler Punkkneipenkultur („Café Anal“) und Gewalt erleben.

## Drehorte
- Wagenburg Adalbertstraße
- Kinderbauernhof Adalbertstraße
- Kottbusser Tor
- Müggelturm
- Café Anal
- Urbankrankenhaus (Station 62)